# Paul Kollibay
Paul Robert Kollibay (ur. 4 lipca 1863 w Gorzowie Śląskim, zm. 5 listopada 1919 w Nysie) – niemiecki adwokat i ornitolog, założyciel Towarzystwa Ornitologów Śląskich.

## Życiorys
Kollibay urodził się 4 lipca 1863 w Gorzowie Śląskim. Uczęszczał do szkoły ludowej i gimnazjum w Prudniku. W latach szkolnych zaczął interesować się ptakami, przyjaźniąc się z synem ornitologa Friedricha Kuttera. Pierwsze jaja ptasie i balgi zebrał w 1879. W tym samym roku napisał pierwszy szkic poświęcony ptakom na Śląsku, który zapoczątkował jego pracę badawczą w dziedzinie ornitologii.
W 1891 ukończył studia prawnicze na Uniwersytecie Wrocławskim i rozpoczął pracę jako adwokat i notariusz w Nysie. Kontynuował swoje prace ornitologiczne, a także działał na rzecz miasta. Od 1896 poświęcał wszystkie urlopy na badania ornitologiczne, m.in. nad Morzem Śródziemnym, nad Bałtykiem i w Alpach. W 1904 rozpoczął starania założenia na Śląsku towarzystwa ornitologicznego. Wraz z dwunastoma zainteresowanymi, utworzył komitet przygotowawczy, który zebrał się w dniach 11–12 czerwca 1904 w Cieplicach. Wyłoniono pięcioosobowy zespół, którego zadaniem było opracowanie statutu. Na pierwszym zjeździe Towarzystwa Ornitologów Śląskich (Verein Schlesischer Ornithologen) w dniach 25–26 marca 1905 we Wrocławiu, Kollibay został jego pierwszym prezesem.
Swoją pracę poświęconą ptakom na Śląsku opublikował w 1906. Został członkiem Niemieckiego Towarzystwa Ornitologicznego i British Ornithologists’ Union, wkrótce został też wiceprezesem Niemieckiego Towarzystwa Ornitologicznego, a w 1911 – członkiem korespondentem Naturforschende Gesellschaft zu Görlitz. W 1916 został wybrany na przewodniczącego zarządu miejskiego Nysy. Miał żonę i syna, który walczył w I wojnie światowej. Zmarł w Nysie 5 listopada 1919. Został pochowany na Cmentarzu Jerozolimskim w Nysie.
Kolekcję około 3200 balg Kollibaya kupiło Muzeum Zoologiczne Uniwersytetu Wrocławskiego, natomiast zbiór jaj kupił Eberhard Drescher. Victor von Tschusi nadał na jego cześć jednemu z żyjących na wyspie Korčula podgatunków jerzyka nazwę Apus apus kollibayi.